# Чемпионат мира по дзюдо в абсолютной категории 2008
Чемпионат мира по дзюдо 2008 года в абсолютной весовой категории прошёл 20-21 декабря в Леваллуа-Перре (Франция).

## Медалисты
| Дисциплины | Золото                | Серебро                     | Бронза                                          |
| ---------- | --------------------- | --------------------------- | ----------------------------------------------- |
| Мужчины    | Тедди Ринер · Франция | Александр Михайлин · Россия | Матьё Батай · Франция Гжегож Эйтел · Польша     |
| Женщины    | Тун Вэнь · Китай      | Елена Иващенко · Россия     | Мэгуми Татимото · Япония Мика Сугимото · Япония |

## Общий медальный зачёт
| Место | Страна  | Золото | Серебро | Бронза | Всего |
| ----- | ------- | ------ | ------- | ------ | ----- |
| 1     | Франция | 1      | 0       | 1      | 2     |
| 2     | Китай   | 1      | 0       | 0      | 1     |
| 3     | Россия  | 0      | 2       | 0      | 2     |
| 4     | Япония  | 0      | 0       | 2      | 2     |
| 5     | Польша  | 0      | 0       | 1      | 1     |
| Всего | Всего   | 2      | 2       | 4      | 8     |